# L'odio (film 1910)
L'odio (titolo intero: L'odio - Scene della congiura dei Pazzi) è un cortometraggio muto italiano del 1910 diretto e interpretato da Giuseppe De Liguoro.